# 巨型雙核糖核酸病毒科
巨型雙核糖核酸病毒科（學名：Megabirnaviridae）是雙鏈RNA病毒的一個科，僅包含巨型雙核糖核酸病毒屬（Megabirnavirus）一個屬，其下僅有棕墊炭豆菌巨型雙核糖核酸病毒1型（Rosellinia necatrix megabirnavirus 1, RnMBV1）一種病毒，為真菌病毒。此病毒的宿主棕墊炭豆菌是一種植物病原真菌，被此病毒感染後使其致病力會下降。

## 基因組

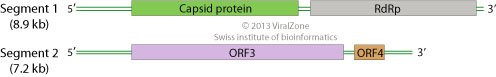
Megabirnaviridae 基因組

此病毒不具有包膜，外型為二十面體，直徑約為50奈米，其基因組包含兩段線型雙鏈RNA，其中一個長約9kb，另一個長約7kb，前者編碼衣殼蛋白與RNA複製酶，後者則有另外兩個開放閱讀框ORF3與ORF4編碼蛋白。

## 註腳
1. ↑  2015年有研究團隊在核盤菌中發現另一種屬於巨型雙核糖核酸病毒屬的病毒：核盤菌巨型雙核糖核酸病毒1型（Sclerotinia sclerotiorum megabirnavirus 1, SsMBV1），惟尚未獲國際病毒分類委員會正式認定[1]。